# 이언주 (기자)
이언주(1971년 11월 24일 ~ )는 대한민국 MBC 기자이다.

## 학력
- 홍익대학교 사범대학 부속여자고등학교
- 연세대학교 신문방송학과 졸업

## 경력
- 1996년 : MBC 기자
- MBC 보도국 정치부 기자
- MBC 보도국 경제부 기자
- MBC 보도국 사회부 기자
- MBC 취재센터 경제부 기자
- 2013년 ~ 2016년 : MBC 뉴욕 특파원
- MBC 뉴스데스크에디터 뉴스데스크편집팀장
- 2020년 3월 ~ : MBC 기획조정본부 미래정책실장
- 대통령 직속 규제개혁위원회 경제분과 위원
- 2026.03~ MBC플러스 대표이사 사장

## 진행

### TV
- 2001년 : MBC TV 《MBC 아침뉴스》(2001 ~ 2002)
- 2002년 : MBC TV 《MBC 뉴스투데이》(2002 ~ 2003)
- 2013년 : MBC TV 《MBC 이브닝 뉴스》(2013)
- 2024년 : MBC TV 《2시 뉴스외전》(2024 ~ )

## 수상
- 유공상
- 사내 특종상